# Илия Колев
Илия Христов Колев е български просветен деец, учител общественик и революционер, деец на Вътрешна македоно-одринска революционна организация.

## Биография
Илия Колев е роден в гевгелийското село Шльопинци, тогава в Османската империя, днес Доганис, Гърция. Влиза във ВМОРО и е деец на левицата на организацията. След Междусъюзническата война се преселва в България. В 1914 година започва работа като начален учител в Якоруда, където се включва в културния и социално-икономическия живот.
Колев е един от инициаторите за възстановяването на читалището в Якоруда (8 октомври 1922 г.), на което е председател до 1927 година. Председател е и на Управителния съвет на първата кооперация в Якоруда – „Земеделческо-спестовно земеделско сдружение Бъдещност“.
През 1927 година Колев се преселва в София, където почива.